# داریان شیرازی
داریان شیرازی (انگلیسی: Darian Shirazi) یک کارآفرین آمریکایی ایرانی تبار است. او مؤسس و مدیر اجرایی شرکت ریدیوس است. در سال ۲۰۱۳ مجله فوربز نام داریان شیرازی را در لیست ۳۰ چهره موفق زیر ۳۰ سال در فناوری قرار داد.
وی در ۱۹ سالگی به عنوان اولین کارآموز فیس‌بوک در این شرکت استخدام شد.

## زندگی‌نامه
شیرازی در سال ۱۹۸۶ در استنفورد، کالیفرنیا از پدر و مادری ایرانی متولد شد. او در ۱۵ سالگی به عنوان مهندس نرم‌افزار در eBay شروع بکار کرد و پس از آن به شرکت فیس‌بوک پیوست. او در سال ۲۰۰۸ برای تحصیل در رشته علوم کامپیوتر در دانشگاه برکلی، فیس‌بوک را رها کرد. او در ابتدا با بنیانگذاری شرکت‌های چون Fwix, Fotodunk و iCast اقدام به کارآفرینی کرد. در سال ۲۰۱۰ به عنوان سرمایه‌گذار با شرکت Udemy همکاری کرد. در سال ۲۰۱۲ وی ریدیوس را تأسیس کرد. این شرکت در حال حاضر یکی از سامانه‌های جمع‌آوری اطلاعات کسب‌وکارهای کوچک و متوسط در آمریکااست که در حال حاضر ساماندهی اطلاعات و به‌روزرسانی بیش از ۲۰ میلیون شرکت کوچک را انجام می‌دهد.